# Acalolepta atroolivacea
Acalolepta atroolivacea är en skalbaggsart som först beskrevs av Gilmour 1956.  Acalolepta atroolivacea ingår i släktet Acalolepta och familjen långhorningar. Inga underarter finns listade i Catalogue of Life.